# Budětsko
Budětsko är en ort i Tjeckien.   Den ligger i regionen Olomouc, i den östra delen av landet, 190 km öster om huvudstaden Prag. Budětsko ligger 435 meter över havet och antalet invånare är 419.
Terrängen runt Budětsko är platt åt nordost, men åt sydväst är den kuperad. Terrängen runt Budětsko sluttar brant österut.Runt Budětsko är det ganska tätbefolkat, med 86 invånare per kvadratkilometer. Närmaste större samhälle är Prostějov, 18,5 km sydost om Budětsko. Trakten runt Budětsko består till största delen av jordbruksmark.